# Lórien
(J. R. R. Tolkien, Il Signore degli Anelli, La Compagnia dell'Anello)
Lórien o Lothlórien è un regno di Arda, l'universo immaginario fantasy creato dallo scrittore inglese J. R. R. Tolkien. È una foresta della Terra di Mezzo, posta alla coincidenza tra i due fiumi Celebrant (o Argentoroggia) e Anduin. Il nome Lórien (nome del giardino del Vala Irmo, ma che in Sindarin può essere interpretato come "terra dell'oro", in riferimento alle foglie dei mallorn, deriva da Lothlórien ("fiore di sogno"), che è a sua volta derivato da Laurelindórinan ("terra della valle d'oro cantante"). Gli abitanti di Lórien sono chiamati Galadhrim ("gente degli alberi"). Altri nomi sono Lórinand ("valle dorata", derivato dal Nandorin) e Lindorinand ("valle dei cantori", forse in Telerin).

## Storia

### Origini

Posizione del Lórien nella Terra di Mezzo

Come quelli del Bosco Atro più a nord, gli abitanti di Lothlórien erano prevalentemente Elfi Silvani della stirpe dei Nandor, che erano originariamente, di tutti gli Eldar, i più somiglianti agli Avari dell'est. I loro primi accampamenti erano sparsi in tutte le ampie foreste su entrambe le rive del corso superiore dell'Anduin, avendo dimorato lì in origine dopo essersi rifiutati di attraversare l'Hithaeglir in tempi molto antichi.

### Prima traversata dell'Anduin
Prima della fine della Prima Era, gli Elfi Silvani si erano trasferiti ad est dell'Anduin per sfuggire al potere e all'influenza dei Nani di Khazad-dûm, in crescita durante quel periodo, ma la loro cultura e conoscenza fu notevolmente arricchita e ampliata con l'arrivo degli Elfi Sindar da ovest delle montagne agli inizi della Seconda Era: persino il linguaggio Silvano fu gradualmente sostituito dal Sindarin (pur con contaminazioni e accento Nandor, il quale trasse in inganno Frodo Baggins, che capiva il Sindarin "classico"). Tra questi arrivi ci fu anche quelli di Amdír, che divenne il loro primo signore ancor prima di Galadriel e Celeborn, il quale passò le montagne e l'Anduin per unirsi a questi Nandor del sud dopo la distruzione dell'Eregion durante la guerra tra gli Elfi e Sauron.
In definitiva, Amdír si mise a capo dell'armata che prese parte all'Ultima Alleanza tra gli Elfi e gli Uomini assieme ad Oropher, un altro signore Sindarin che guidò gli Elfi Silvani del nord nella stessa vittoria contro Sauron, perciò si può supporre che entrambi i reami boscosi, del nord e del sud, siano stati fondati allora.

### Seconda traversata
Con il graduale ritorno della maligna influenza di Sauron dalla foresta a est dell'Anduin, gli Elfi Silvani del nord, guidati da Thranduil figlio di Oropher, si spostarono ancor più a nord, e quelli del sud tornarono a ovest oltre il Grande Fiume, sebbene senza il loro ultimo signore Sindarin Amroth figlio di Amdír, che partì dall'Edhellond dopo che la sua amata Nimrodel ne era fuggita.
Gli Elfi Silvani del sud proclamarono Galadriel (che già in passato era stata lì ospitata) e Celeborn come loro nuovi signori, e andarono ad abitare la foresta a ovest del fiume — che era nota col nome di Laurelindórinan ("Terra della Valle dell'Oro Cantante", secondo la traduzione di Barbalbero) o Lórinand ("Valle dorata") — e le diedero un nuovo nome, Lothlórien (Sindarin "Fiore di sogno"), in onore di quella regione che Galadriel dovette abbandonare esiliandosi dalla terra di Aman (abbandonarono così la zona dove poi sarebbe sorta Dol Guldur). La Dama custodì il paese di Lórien grazie al potere del suo anello elfico, Nenya, nonché quello della gemma Elessar.
Il nome è spesso accorciato in Lórien (che può essere tradotto come "terra dell'oro"¸ sebbene abbia anche il significato di "sogno"). Altri nomi che più tardi vennero accordati alla foresta includono il molto tardo Rohirric Dwimordene (da dwimor "fantasma", alludendo alle percezioni magiche degli Elfi), e il termine Ovestron la Foresta d'Oro, la Terra Nascosta o il Bosco d'Oro.
Lothlórien era famoso per avere gli alberi più grandi della Terra di Mezzo, e dopo la caduta di Númenor divenne il solo posto dove cresceva ancora il mallorn, l'albero d'oro, donato agli Elfi da Tar-Aldarion durante la Seconda Era, a sua volta donato ai numenoreani dagli Eldar di Tol Eressëa, vicino a Valinor; si dice che i primi mallorn furono piantati nel bosco proprio da Galadriel. Dopo la Guerra dell'Anello, inoltre, un seme di mallorn fu piantato da Samvise Gamgee nella Contea. Il seme gli era stato donato da Dama Galadriel lungo il suo viaggio e l'albero che crebbe al suo posto diventò il nuovo Albero della Festa davanti a Casa Baggins, dato che quello vecchio era stato abbattuto dai servi di Saruman.

### Terza traversata
Dopo la partenza di Galadriel per Valinor nell'ultimo giorno della Terza Era, gli Elfi di Lórien furono comandati da Celeborn solo, che li guidò oltre l'Anduin per estendere il territorio ad un nuovo, più vasto reame, il Lórien Orientale, sviluppato attorno ad Amon Lanc: al tempo della morte della Regina Arwen, nipote di Celeborn e Galadriel, Lothlórien era però completamente disabitato. Celeborn era infatti stanco della Terra di Mezzo e del suo regno, ed era andato prima a vivere a Gran Burrone, con i suoi parenti Elladan e Elrohir, figli di Elrond, e poi raggiunse Galadriel ad Aman, veleggiando in un anno impreciso della Quarta Era. Lórien divenne così parte dei Regni Riuniti di Re Eldarion di Gondor, figlio di Aragorn e pronipote degli antichi regnanti.

## Caras Galadhon
Caras Galadhon (città degli alberi in Sindarin, derivato dal Nandorin) era l'unica città del regno di Lórien. Era naturalmente priva di edifici, gli elfi essendo alloggiati prevalentemente in abitazioni ricavate nei mallorn (in origine piattaforme chiamate flet o talan), che Tolkien definisce come più imponenti delle più grandi sequoie. Tutti i sentieri che si delineavano sulla collina su cui sorgeva Caras Galadhon portavano in vetta dove sorgeva il mallorn più imponente, sede del palazzo di Celeborn e Galadriel. Il famoso giardino di Galadriel si trovava addossato ai confini meridionali della città, a ridosso della cerchia di mura. Queste fortificazioni non erano in muratura, ma erano presumibilmente costituite con terra, ed era presente anche, a presidio del centro cittadino, un piccolo fossato.